# Lynda Carter
Lynda Carter (født 24. juli 1951) er en amerikansk skuespillerinde. Hun er for kendt for tidligere at have spillet Wonder Woman.

## Eksterne links
- Wikimedia Commons har flere filer relateret til Lynda Carter
- Lynda Carter på Internet Movie Database (engelsk)
- Lynda Carter på Scope
- Lynda Carter på Svensk Filmdatabas (svensk)
- Lynda Carter på AlloCiné (fransk)
- Lynda Carter på AllMovie (engelsk)
- Lynda Carter på Rotten Tomatoes (engelsk)
- Lynda Carter på The Movie Database (engelsk)